# Le Marin

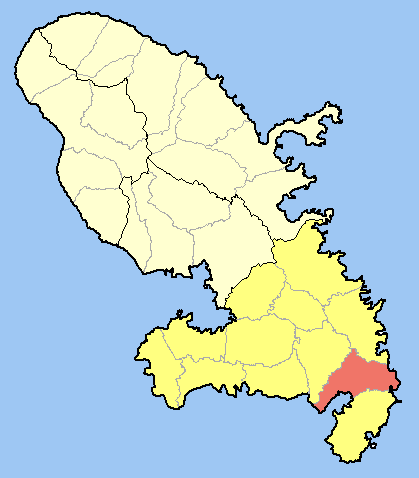
Ubicación de Le Marin en la subprefectura homónima dentro del departamento de Martinica.

Le Marin es una comuna de Francia situada la zona meridional del departamento insular antillano de Martinica.

## Características
Cuenta con una población de 8.552 habitantes y un área de 31,54 km², para una densidad de 271 hab./km². La localidad se encuentra del lado Caribe de la isla.
Con Saint-Pierre y La Trinité es una de las tres subprefecturas de la isla. Fue creada en 1974.
Sus equipos de fútbol son el Olympique du Marin y el U.S Marinoise.